# Ptilinop de Pohnpei
El ptilinop de Pohnpei (Ptilinopus ponapensis) és una espècie d'ocell de la família dels colúmbids (Columbidae) que habita els boscos de les illes de Chuuk i Pohnpei, a les illes Carolines.